# Дейс, Весли
Весли Дейс (нидерл. Wesly Dijs; род. 26 сентября 1995 года, Суст Нидерланды) — голландский конькобежец, серебряный призёр чемпионата мира, бронзовый призёр чемпионата Нидерландов.

## Биография
Весли Дейс начал кататься на коньках в возрасте 9-ти лет в Утрехте в клубе «SSV Eemland». В сезоне 2009/10 попал в команду юниоров категории «С» «Утрехт» и впервые участвовал в чемпионате Нидерландов. Через год он перешёл в «Утрехт трек селекшн» под руководством Яна ван де Ремера, где выступал три сезона. Тогда же выиграл юниорский чемпионат страны в мини-многоборье. В 2011 и 2012 годах Дейс выиграл юниорский чемпионат на дистанциях 500, 1000 и 1500 м, а также в 2012 году ещё и многоборье.
В конце 2012 года он получил серьёзную травму лодыжки, будучи юниором категории «B». Только год спустя тяжесть травмы действительно стала ясна, и ему сделали операцию. В течение двух полных сезонов он не участвовал в крупных соревнованиях, после чего его пригласили в команду «Jong Oranje» и он переехал в Херенвен. В сезоне 2014/15 успешно стартовал на юниорском Кубке мира, где пять раз попал на подиум, а также дебютировал на юниорском чемпионате мира в Варшаве и занял с партнёрами 1-е место в командной гонке.
В сезоне 2016/17 Дейс выступал за команду «Gewest Friesland», но успехов не добился и в следующем сезоне перешёл в тренировочную команду Саймона Кейперса «Afterpay». С сезона 2017/18 Дейс переключился на дистанции 1000 и 1500 м. В декабре 2017 года он пытался пройти олимпийский отбор, но занял только 8-е место в забеге на 1500 м и 12-е на 1000 м. В сезоне 2018/19 Дейс впервые стал выступать за спринтерскую команду Герарда ван Велде «Reggeborgh».
В 2020 году впервые участвовал на Кубке мира в дивизионе «В», где занял 2-е место на 1500 м. Однако пандемия Пандемия COVID-19 помешало ему показать свою лучшую форму. В 2021 году на чемпионате Нидерландов Дейс занял 3-е место на дистанции 1500 м и на дебютном индивидуальном чемпионате мира в Херенвене занял 7-е место в беге на 1000 м. В декабре 2021 года он занял 11-е место в забеге на 1500 м и 8-е на 1000 м в олимпийском отборе и не прошёл квалификацию на игры 2022 года.
В сезоне 2022/23 на Кубке мира Весли впервые выиграл забег 1500 м на этапе в Калгари и 1000 м на этапе в Томашуве-Мазовецком. В марте на чемпионате мира на отдельных дистанциях в Херенвене выиграл серебряную медаль в командном спринте и занял 5-е место в беге на 1500 м.

## Личная жизнь
Весли Дейс увлекается видеоиграми, катается на лыжах, смотрит фильмы, плавает под парусом, катается на велосипеде.